# Bidean nam Bian
Der Bidean nam Bian ist ein bis zu 1150 Meter hohes Bergmassiv in Schottland. Der gälische Name bedeutet wahrscheinlich Spitze der Berge. Es gibt auch die Vermutung, dass der Name des Berges, der auf Karten des 16. Jahrhunderts als Pittindeaun oder Boddindeaun bezeichnet wird, ursprünglich auf die gälische Bezeichnung Bod an Deamhain zurückzuführen ist, was mit Penis des Teufels übersetzt wird. Ein vergleichbarer Fall ist The Devil’s Point in den Cairngorms, dieser Berg trug ursprünglich ebenfalls den Namen Bod an Deamhain. Neben dem gleichnamigen höchsten Gipfel des Massivs ist der 1072 Meter hohe Stob Coire Sgreamhach (gälisch für Spitze des schrecklichen Kars) seit 1997 ebenfalls als Munro eingestuft. Die weiteren Gipfel des Massivs, der 1115 Meter hohe Stob Coire nan Lochan und der 1107 Meter hohe Stob Coire nam Beithe, weisen keine ausreichende Eigenständigkeit auf und sind lediglich als Top eingeordnet. 

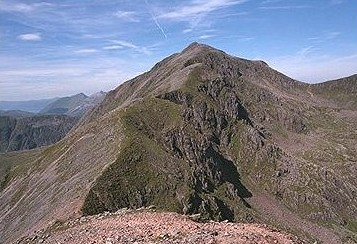
Blick auf den Bidean nam Bian vom Stob Coire Sgreamhach

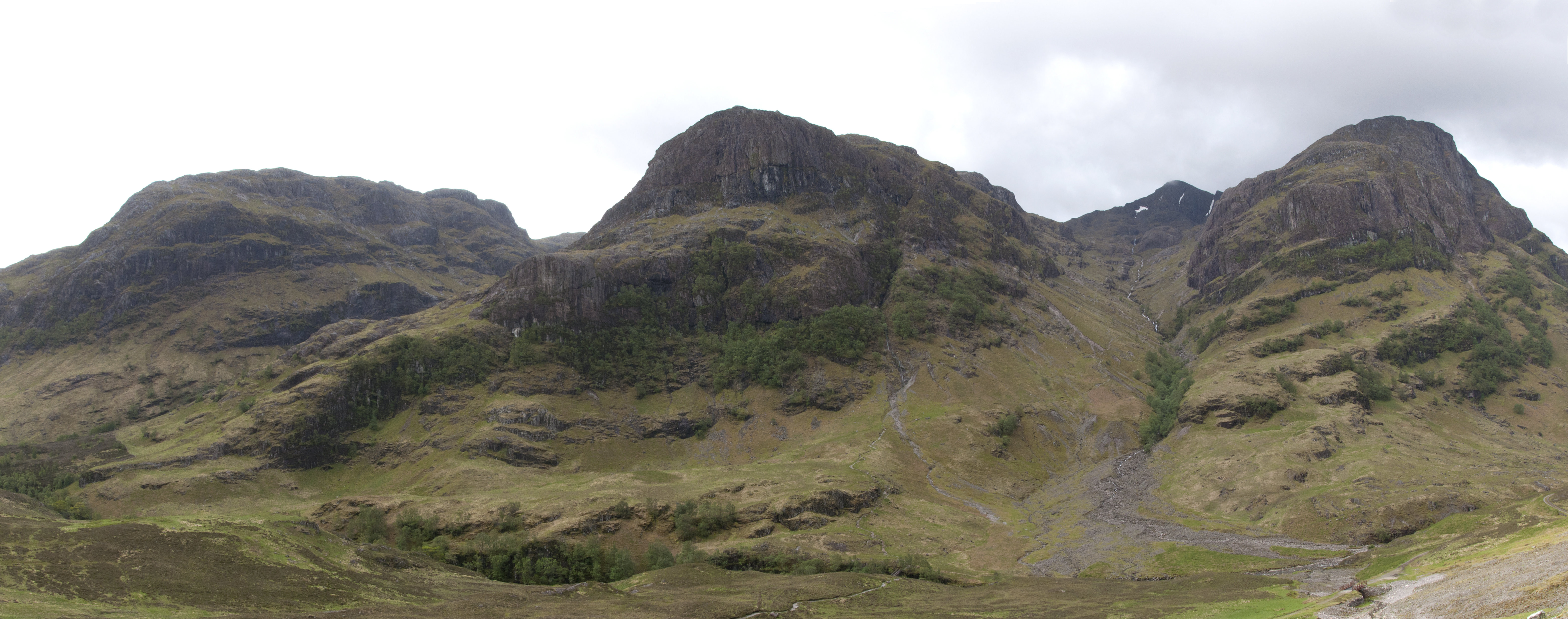
Die Three Sisters vom Glen Coe aus gesehen, im Hintergrund rechts der Vorgipfel des Stob Coire nan Lochan, der oft mit der Spitze des dahinter liegenden, von diesem Abschnitt des Glen Coe aber nicht sichtbaren Bidean nam Bian verwechselt wird

Das komplexe Massiv des Bidean nam Bian liegt in der Council Area Highland auf der Südseite des Glen Coe. Vom Gipfel des Bidean nam Bian verläuft der etwa einen Kilometer lange Hauptkamm des Massivs in Richtung Südosten zum Stob Coire Sgreamnach. Nach Nordosten verbindet ein kurzer Grat den Hauptgipfel mit dem Stob Coire nan Lochan. Der Stob Coire nam Beithe schließt sich nach einem kurzen Grat in Richtung Nordwesten an. Nordwestlich öffnet sich das Massiv zum Glen Coe in drei parallelen Bergrücken, von Nordwest nach Südost der Aonach Dubh, der Gearr Aonach und der Beinn Fhada. Die steil aufragenden Enden der drei Grate werden nach einem bekannten, in der Glasgower Kelvingrove Art Gallery and Museum befindlichen Gemälde des schottischen Malers Horatio McCulloch als die Three Sisters of Glen Coe bezeichnet und stellen eine der bekanntesten Sehenswürdigkeiten des Glen Coe dar. Zwischen dem Aonach Dubh und dem Gearr Aonach liegt das Tal Coire nan Lochan. Das zwischen dem Gearr Aonach und dem Beinn Fhada liegende Tal Coire Gabhail ist auch als Hidden oder Lost Valley bekannt. Im unteren Abschnitt fällt dieses Hängetal in eine tiefe schmale Schlucht ab und scheint daher vom Glen Coe keinen Zugang zu haben. Der Clan MacDonald, zu dessen Gebiet Glen Coe gehörte, nutzte das Tal daher angeblich, um dem Clan Campbell gestohlenes Vieh hier zu verstecken.
Der Bidean nam Bian wird als eines der besten Ziele für Bergsteiger in Schottland eingeschätzt. Es gibt verschiedene Ausgangspunkt für Bergsteiger und Munro-Bagger, meist von verschiedenen Parkplätzen entlang der durch das Glen Coe führenden A82. Beliebte Zustiege führen durch das Coire nan Lochan oder das Hidden Valley. Die meisten Munro-Bagger kombinieren die beiden Hauptgipfel über den Verbindungsgrat. Ein weiterer Zustieg führt von Norden in den Sattel zwischen dem Hauptgipfel und dem Stob Coire nam Beithe. Am Massiv des Bidean nam Bian befinden sich außerdem diverse Kletterrouten, vor allem die Rhyolithwände der Nord- und Westseite des Aonach Dubh bieten eine Vielzahl an Möglichkeiten. Im Winter ist der Bidean nam Bian ebenfalls ein beliebtes Tourenziel für Bergsteiger. Im Januar 2013 kamen bei einem Lawinenunglück auf der Nordseite des Bidean nam Bian vier Bergsteiger ums Leben.